# 荒沢村
荒沢村（あらさわむら）は、昭和31年（1956年）まで岩手県二戸郡の西部に存在していた村。現在の八幡平市北東部にあたる。

## 地理
- 河川：安比川

## 沿革
- 明治22年（1889年）4月1日 - 町村制施行にともない、荒屋村と浅沢村が合併して荒沢村が発足。
- 昭和31年（1956年）9月30日 - 田山村と合併し、安代町となる。

## 行政
- 歴代村長

| 代 | 氏名       | 就任                      | 退任                      | 備考 |
| -- | ---------- | ------------------------- | ------------------------- | ---- |
|    | 藤舘秀夫   | 大正7年（1918年）5月20日  | 大正14年（1925年）2月19日 |      |
|    | 勝又七郎   | 大正14年（1925年）5月17日 | 昭和3年（1928年）5月16日  |      |
|    | 一条専太郎 | 昭和5年（1930年）2月19日  | 昭和14年（1939年）8月26日 |      |
|    | 香川嘉太郎 | 昭和14年（1939年）9月22日 | 昭和21年（1946年）11月6日 |      |
|    | 尾沢清太郎 | 昭和22年（1947年）4月6日  | 昭和26年（1951年）4月5日  |      |
|    | 勝又雄一郎 | 昭和26年（1951年）4月24日 | 昭和31年（1956年）9月29日 |      |

## 交通

### 鉄道
- 国鉄花輪線：赤坂田駅 - 荒屋新町駅